# Hyposoter popofensis
Hyposoter popofensis là một loài tò vò trong họ Ichneumonidae.